# Петак
Петак је пети дан седмице, који се налази између четвртка и суботе. Код Словена је то шести дан у седмици или пети по недељи.
У већини земаља са петодневном радном недељом, петак је последњи радни дан пре викенда и самим тим се гледа као разлог за прославу и растерећење, што је у САД довело до израза TGIF (скраћенице за Thank God It's Friday) - „Хвала Богу, петак је“. У неким предузећима радницима је допуштено да носе мање формалну одећу петком, што је познато као „неформални петак“ (Casual Friday). У роману Робинсон Крусо, Петко је име америчког урођеника канибала кога је спасао протагониста на петак и који је њему постао слуга. Петак је књига од Роберта А. Хајнлајна. Петак је такође филм са репером Ајс Кјубом као главним глумцем.
У Исламу, петак је дан јавне молитве у џамијама. У неким исламским земљама, седмица почиње недељом, а завршава се суботом, баш као и јеврејска и хришћанска недеља. У осталим земљама, као што су Иран и Авганистан, седмица почиње суботом, а завршава се петком. Бахреин, Уједињени Арапски Емирати (УАЕ), Саудијска Арабија и Кувајт су такође следили ову конвенцију све док нису променили викенд од петка до суботе 1. септембра 2006. у Бахреину и УАЕ, и годину дана касније у Кувајту. УАЕ су променили викенд са петка-суботе на суботу-недељу 1. јануара 2022. године.
Јеврејски сабат почиње заласком сунца у петак и траје до заласка сунца у суботу. У хришћанству, петак пре Васкрса се слави као Велики петак да означи Исусово распеће. Неки хришћани се уздржавају да једу месо петком, док други држе једнодневни пост.
У неким културама, петак се сматра несрећним, поготово ако је петак тринаести, где је 13 несрећни број. Неколико историјских непогода које су се догодиле на петак су познате као црни петак.

## Фолклор
Петак се у неким културама сматра несрећним. Ово је посебно случај у поморским круговима; можда најтрајније једриличарско празноверје је да је несрећа започети путовање у петак. У 19. веку, адмирал Вилијам Хенри Смит описао је петак у свом наутичком лексикону Морнарска књига речи као:
Dies Infaustus, на којима стари поморци нису хтели да се утегну, као лош предзнак.
(Dies Infaustus значи „несрећан дан”.) Ово сујеверје је корен познате урбане легенде о HMS Петку.

Међутим, ово сујеверје није универзално, посебно у шкотској галској култури: 
Иако је петак одувек био несрећни дан у многим хришћанским земљама, ипак се на Хебридима претпоставља да је срећан дан за сејање семена. Велики петак је посебно омиљен дан за садњу кромпира — чак и строги римокатолици сматрају да је важно да тог дана саде пуну канту. Вероватно је идеја да као што је Васкрсење уследило после Распећа, тако и сахрањивање у случају семена, и да ће после смрти доћи живот?

## Верски обреди

### Хришћанство
У хришћанству Велики петак је петак пред Ускрс. То је спомен на Исусово распеће. Као такви, присталице многих хришћанских вероисповести, укључујући римокатоличку, православну, методистичку и англиканску традицију, поштују петак у посту, који традиционално укључује уздржавање од меса, лактициније и алкохола петком у години.
Традиционално, римокатолици су били обавезни да се уздрже од меса топлокрвних животиња петком, иако је риба била дозвољена. Филет или риба је 1962. године измислио Лу Гроен, власник Макдоналдсове франшизе у Синсинатију, Охајо, као одговор на пад продаје хамбургера петком као резултат римокатоличке праксе да се петком уздржавају од меса.
Књига заједничких молитава прописује недељни пост петком и уздржавање од меса за све англиканце.
У методизму, упутства дата друштвима бендова (25. децембар 1744.) налажу да сви методисти посте и уздржавају се од меса сваког петка у години.
Квекери су петак традиционално називали „шести дан“, избегавајући паганско порекло имена. У словенским земљама се зове „Пети дан“ (пољ. piątek, рус. пятница, pyatnitsa).

### Ислам
Према неким исламским традицијама, за тај дан се наводи да је првобитни свети дан који је одредио Бог, али сада Јевреји и хришћани признају дане после. У неким исламским земљама недеља почиње у недељу и завршава се у суботу, баш као и јеврејска недеља и недеља у неким хришћанским земљама. Недеља почиње у суботу и завршава се у петак у већини других исламских земаља, као што су Сомалија и Иран. Петак је такође дан одмора у Бахај вери. У неким малезијским државама, петак је први дан викенда, а субота други, да би се муслиманима омогућило да у петак обављају своје верске обавезе. Недеља је први радни дан у недељи за владине организације.
Муслиманима се препоручује да не посте на сам петак (акрух, препоручено против, али није харам, верски забрањено), осим ако није праћено постом дан раније (четвртак) или дан после (субота), или ако то одговара данима који се обично сматрају добрим за пост (тј. Дан Арафата или Ашуре), или спада у уобичајене религиозне навике поста (тј. пост сваки други дан), онда је потпуно дозвољено.